# Felice Bonomini
Felice Bonomini (Mocasina, 18 marzo 1895 – Como, 1º novembre 1974) è stato un vescovo cattolico italiano.

## Biografia
Felice Bonomini ricevette gli ordini sacri il 17 dicembre 1921. Il 28 agosto 1940 venne nominato da papa Pio XII vescovo di Terni e Narni. Fu consacrato il 27 ottobre 1940 da Giacinto Tredici, vescovo di Brescia. Fu vescovo di Terni nei difficili anni della seconda guerra mondiale che portarono alla caduta del Fascismo e alla nascita della Repubblica, in una città che fu coinvolta da oltre cento bombardamenti e che subì migliaia di vittime civili. Fu l'unica autorità cittadina che non abbandonò mai il suo posto e rimase sempre accanto alla popolazione, ridotta allo stremo. Il 10 giugno 1944, a seguito dell'uccisione di un soldato tedesco, furono arrestati per rappresaglia cinquanta civili: si recò allora al comando delle SS e riuscì a far rilasciare i rastrellati.
Venne trasferito alla diocesi di Como nel 1947, dove rimase per 27 anni e dove portò un rinnovamento specialmente nelle strutture, si deve infatti a lui la costruzione del Seminario nuovo, che la città attendeva da anni. Dopo anni di impegno e dedizione spesi nella ristrutturazione della Diocesi morì a Como il 1º novembre 1974, rimanendo attivo sino all’ultimo nonostante la malattia che lo accompagnò negli ultimi anni.

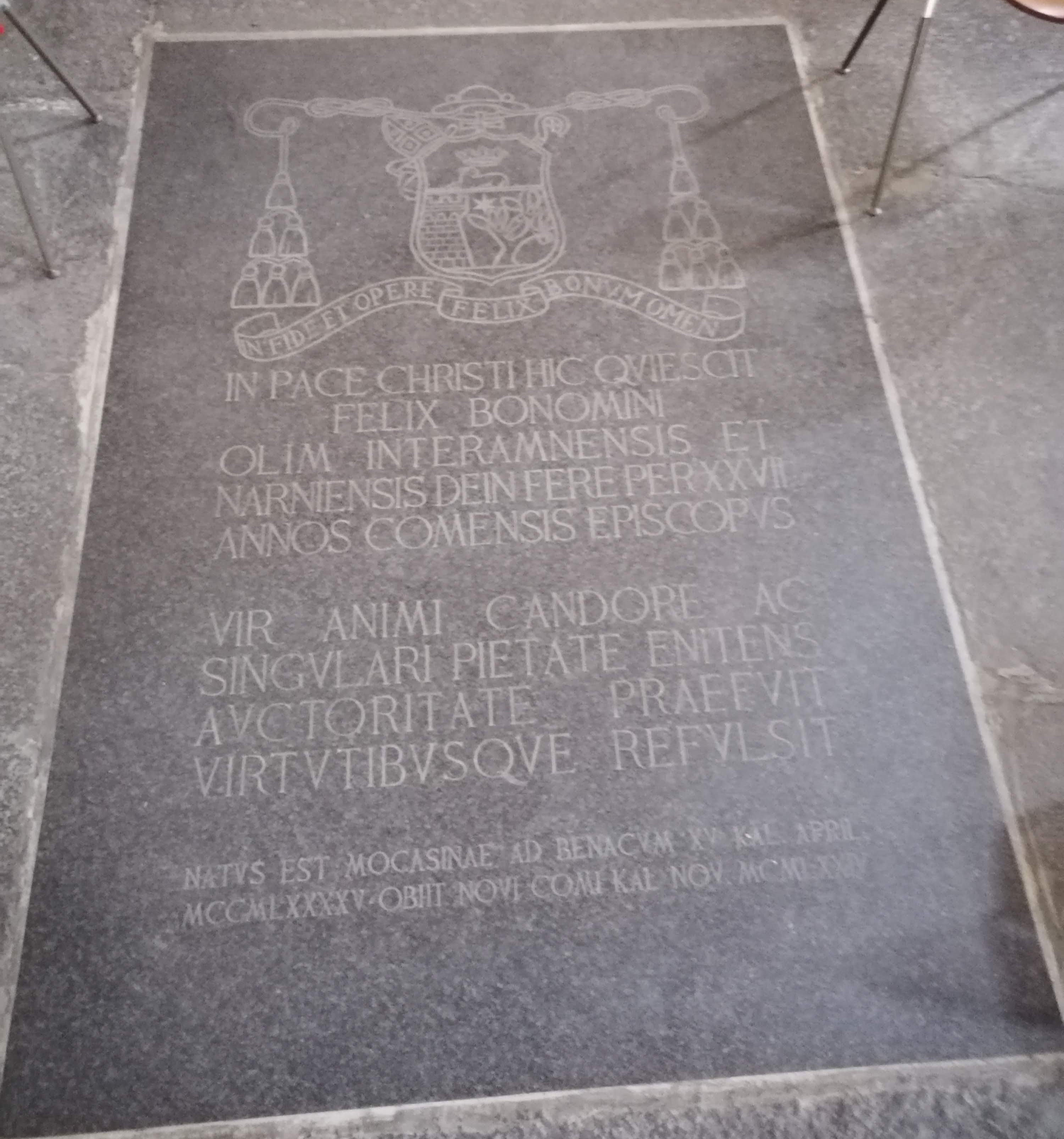
La tomba di mons. Bonomini nella basilica di Sant'Abbondio a Como

Fu inoltre Assistente al Soglio Pontificio divenendo quindi membro della corte pontificia, ottenendo il titolo di Conte del Palazzo Apostolico. In quanto Vescovo di Como celebrò la funzione di beatificazione di Innocenzo XI alla presenza di Pio XII e partecipò a tutte le sessioni del Concilio Vaticano II. Durante il Concilio pur riconoscendo la necessità di alcune riforme per adeguare la Chiesa al cambiamento dei tempi era ugualmente deciso a mantenere e non stravolgere le verità di fede ed anzi egli si prodigò affinché queste fossero proclamate con maggiore forza e decisione, pertanto si schierò con i conservatori; assumendo un atteggiamento critico nei confronti del rinnovamento liturgico, della collegialità episcopale, dell'ecumenismo e della libertà religiosa, che avrebbero stravolto le radici e le dottrine della fede Cattolica, riducendo quest’ultima ad una delle tante religioni. La Chiesa di Roma, in sostanza, con i documenti del Concilio riconosceva anche alle altre religioni, che non conducevano alla salvezza eterna, il diritto di esistere e di fare proseliti e riconosceva agli uomini il diritto di errare scegliendo strade che li avrebbero allontanati dalla verità e dalla vita in Cristo. In sostanza quelli che erano considerati errori venivano ora resi ammissibili e paragonabili alla realtà rivelata da Cristo e dalla Chiesa Cattolica. Secondo Bonomini, rendere gli uomini liberi di sbagliare e di andare verso la dannazione significava per la Chiesa perdere la sua ragion d’essere ovvero portare tutti gli uomini verso la salvezza eterna, bisognava invece istruirli alla verità del Cattolicesimo in modo da indicare loro la via verso la santità e la pace eterna, come un buon pastore fa con il suo gregge, così la Chiesa deve tenere al sicuro i suoi Figli e condurli verso Cristo.

## Onorificenze
Cavaliere di collare dell'Ordine equestre del Santo Sepolcro di Gerusalemme
Cavaliere di Gran Croce dell'Ordine al merito della Repubblica italiana
Cavaliere dell'Ordine della Corona d'Italia

## Genealogia episcopale e successione apostolica
La genealogia episcopale è:
- Cardinale Scipione Rebiba
- Cardinale Giulio Antonio Santori
- Cardinale Girolamo Bernerio, O.P.
- Vescovo Claudio Rangoni
- Arcivescovo Wawrzyniec Gembicki
- Arcivescovo Jan Wężyk
- Vescovo Piotr Gembicki
- Vescovo Jan Gembicki
- Vescovo Bonawentura Madaliński
- Vescovo Jan Małachowski
- Arcivescovo Stanisław Szembek
- Vescovo Felicjan Konstanty Szaniawski
- Vescovo Andrzej Stanisław Załuski
- Arcivescovo Adam Ignacy Komorowski
- Arcivescovo Władysław Aleksander Łubieński
- Vescovo Andrzej Stanisław Młodziejowski
- Arcivescovo Kasper Kazimierz Cieciszowski
- Vescovo Franciszek Borgiasz Mackiewicz
- Vescovo Michał Piwnicki
- Arcivescovo Ignacy Ludwik Pawłowski
- Arcivescovo Kazimierz Roch Dmochowski
- Arcivescovo Wacław Żyliński
- Vescovo Aleksander Kazimierz Bereśniewicz
- Arcivescovo Szymon Marcin Kozłowski
- Vescovo Mečislovas Leonardas Paliulionis
- Arcivescovo Bolesław Hieronim Kłopotowski
- Arcivescovo Jerzy Józef Elizeusz Szembek
- Vescovo Stanisław Kazimierz Zdzitowiecki
- Cardinale Aleksander Kakowski
- Papa Pio XI
- Cardinale Alfredo Ildefonso Schuster, O.S.B.
- Arcivescovo Giacinto Tredici, O.SS.C.A.
- Vescovo Felice Bonomini

La successione apostolica è:
- Vescovo Ambrogio De Battista, P.I.M.E. (1952)
- Arcivescovo Clemente Gaddi (1953)